# Bataille de Mingolsheim
Guerre de Trente Ans
Batailles

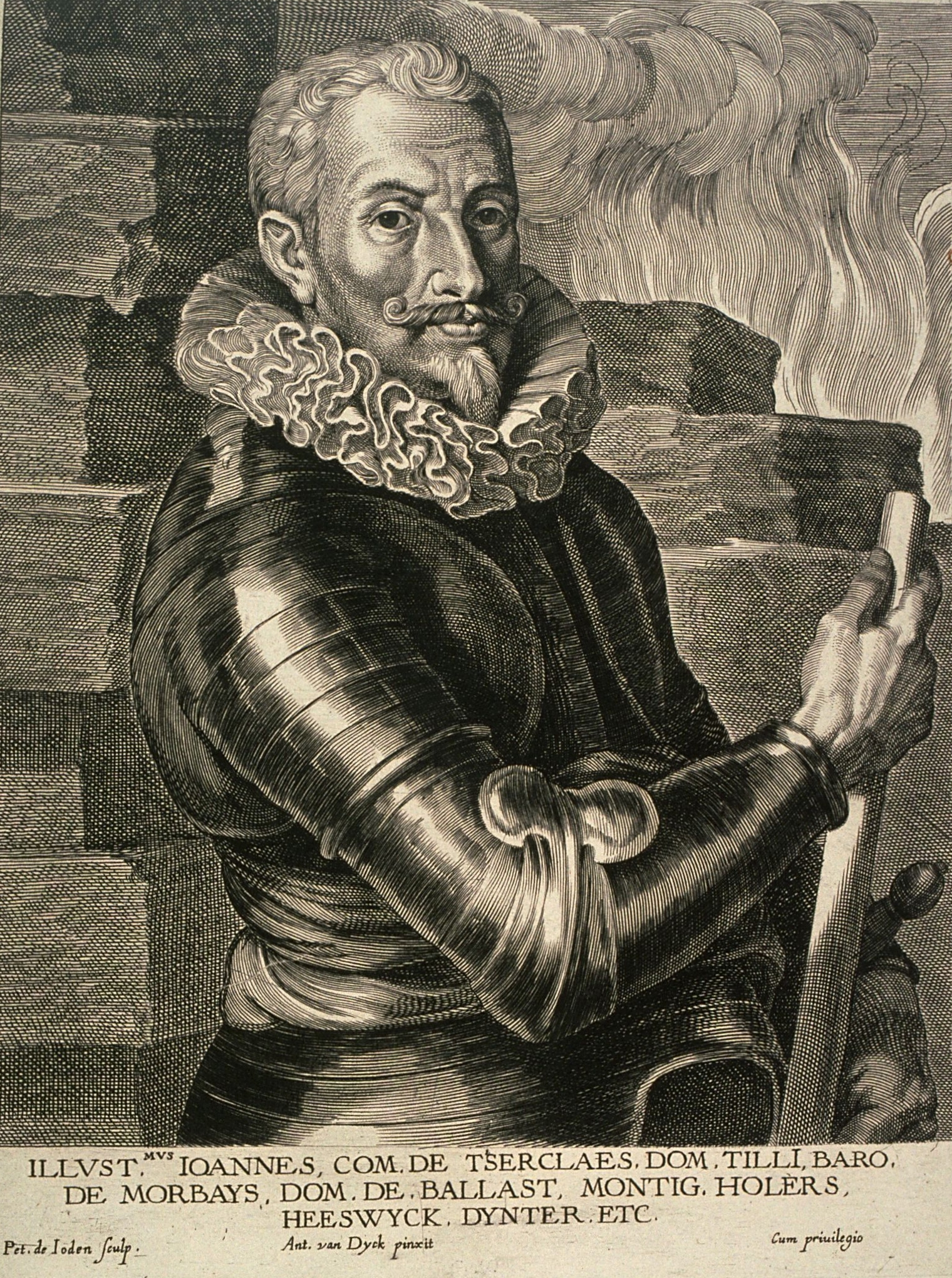
Tilly, portrait par Van Dyck

La bataille de Mingolsheim qui s'est déroulée le 27 avril 1622, près du village de Mingolsheim au sud de Heidelberg en Allemagne, est un épisode de la guerre de Trente Ans. Elle a opposé les armées protestantes du comte von Mansfeld et du margrave de Bade Georges-Frédéric de Bade-Durlach, à l'armée de la Ligue catholique sous les ordres du comte Tilly.
La bataille s'est terminée par la victoire des protestants, victoire qui fut sans lendemain puisque Tilly, peu de temps après, put vaincre l'une après l'autre les deux armées qui s'étaient séparées, à Wimpfen puis à Höchst.

## Liens externes

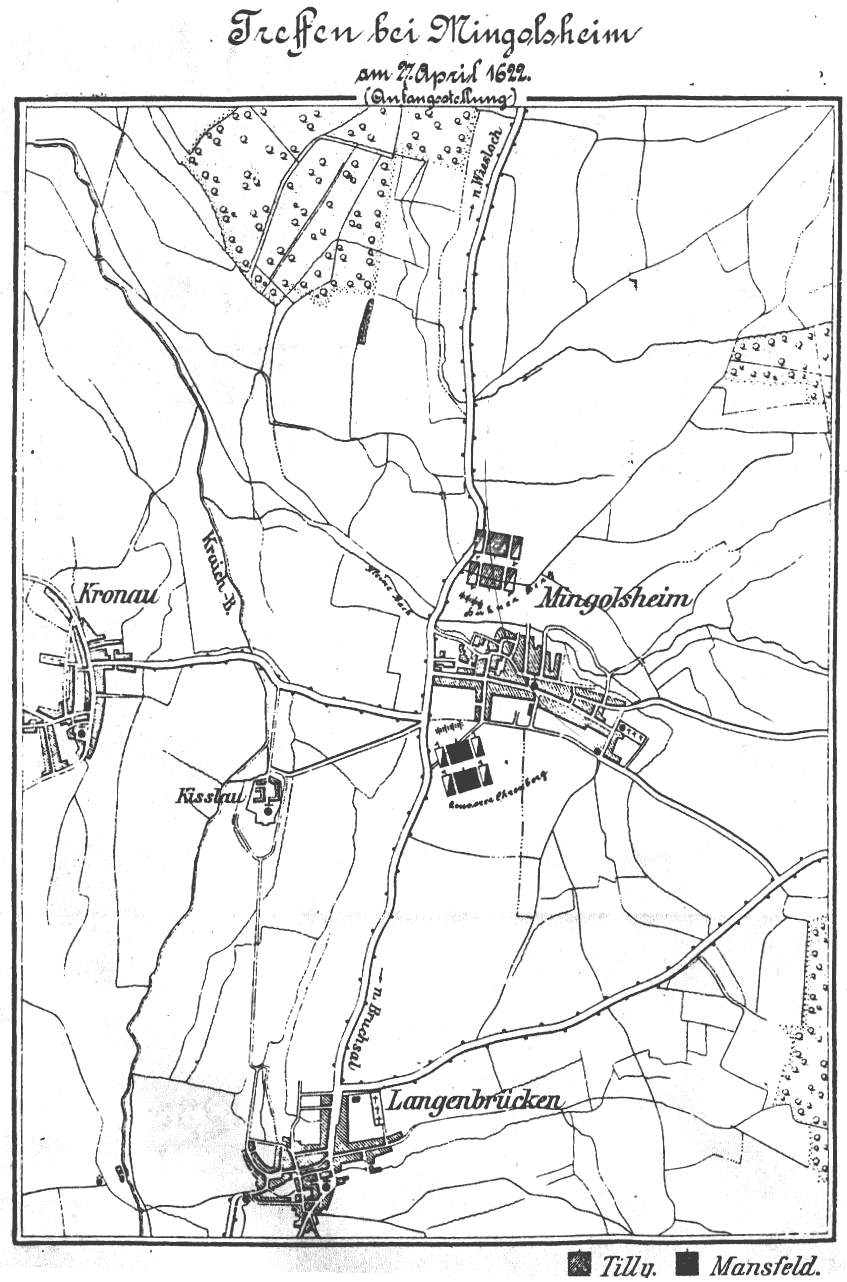